# Cerdistus prostratus
Cerdistus prostratus là một loài ruồi trong họ Asilidae. Cerdistus prostratus được Hardy miêu tả năm 1935. Loài này phân bố ở miền Australasia.